# Дуран, Сальвадор
Сальвадор Дуран Санчес (исп. Salvador Durán Sánchez; родился 6 мая 1985 года в Мехико, Мексика) — мексиканский автогонщик.

## Спортивная карьера
На рубеже веков Сальвадор впервые попробовал себя в гонках, проведя несколько лет в картинговых соревнованиях. Показывая достаточно стабильные и высокие результаты он вскоре смог обратить на себя внимание проекта Escuderia Telmex, занимавшегося поддержкой мексиканских автогонщиков. В 2002 году менеджмент пробует отправить Дурана в европейские формулические серии начального уровня, но мексиканцу сходу не удаётся начать показывать хоть сколько-нибудь приличные результаты. Осознав свою ошибку они пересматривают программу работы с Сальвадором: в 2003 году мексиканец отправляется в США — в гоночную школу Скипа Барбера, где он проводит сезон, участвуя в её различных партнёрских сериях.
В 2004 году Дуран возвращается в Европу. Эта попытка оказывается более удачной: в итальянском и европейском первенствах на 2-литровых машинах Формулы-Рено он регулярно борется за очки и даже зарабатывает несколько подиумных финишей. Через год, помня проблемы дебюта в Европе, менеджмент переводит Сальвадора в британскую Формулу-3, но лишь в младший класс. Столь серьёзные опасения оказываются напрасны: Дуран уверенно выигрывает национальный чемпионат, одержав девять побед. На следующий год мексиканец пробует проявить себя в основном чемпионате, но ограничивается лишь регулярными финишами в очках и десятым местом в общем зачёте.
В 2005 году Telmex спонсирует создание сборной Мексики в серии A1 Grand Prix. Дуран становится основным пилотом этой команды и уже вскоре приносит ей первый подиум, а к концу года и первые победы (Сальвадор выиграл обе гонки на этапе в Лагуне-Секе). В дальнейшем он каждый год представляет свою страну хотя бы на одном этапе, но чехарда с представляющими страну организациями и упор Дурана на участие в других сериях не позволяет сборной Мексики занять в кубке наций место выше десятого.
Покинув Формулу-3, Сальвадор сосредоточил свои основные выступления в Формулу-Рено 3.5. Telmex подписывает долгосрочное соглашение о сотрудничестве с австрийской командой Interwetten Racing. Дуран быстро привыкает к новой технике и вскоре регулярно стал финишировать сначала в очковой зоне, а вскоре одержал и свою первую победу. Однако локальные успехи так и не привели к каким-то глобальным успехам в серии. Попытки менеджмента найти для Сальвадора место в Формуле-1 так и не привели к положительному результату.
В 2007-08 году Telmex задействует Дурана в Grand Am: в своём альянсе с Chip Ganassi Racing. Опыты ограничились всего несколькими стартами: Сальвадор дважды участвовал в суточном марафоне в Дайтоне и уже в дебютной попытке стал там лучшим, ассистируя Скотту Пруэтту и Хуану Пабло Монтойе (мексиканцы не побеждали в самом престижном суточном марафоне Нового Света с 1971 года, когда лучшим стал экипаж Педро Родригеса).
Не сумев найти Дурану место в Формуле-1 Escuderia Telmex потеряла интерес интерес к нему, переведя его в мексиканскую серию NASCAR, да и там Сальвадор выступал весьма нерегулярно.

## Статистика результатов в моторных видах спорта

### Сводная таблица
| 2002    | Формула-Рено Monza                        | Fast Wheels competition | н/д | н/д | н/д | н/д | 2    | 25-й |
| 2003    | Национальный чемпионат Формулы-Dodge      |                         | 13  | 5   | 4   | 2   | 162  | 2-й  |
| 2003    | Barber Dodge Pro Series                   |                         | 3   | 0   | н/д | 0   | 17   | 21-й |
| 2003    | Формула-Рено 2.0 Fran-Am                  | GTI Formula Motorsports | н/д | н/д | н/д | н/д | 18   | 30-й |
| 2003    | Чемпионат Мексики Ford Mustang            | Telmex                  | н/д | н/д | н/д | н/д | н/д  | н/д  |
| 2004    | Итальянская Формула-Рено 2.0              | Cram Competition        | 17  | 0   | 0   | 0   | 115  | 8-й  |
| 2004    | Еврокубок Формулы-Рено 2.0                | Cram Competition        | 15  | 0   | 0   | 0   | 20   | 20-й |
| 2005    | Британская Формула-3 (Национальный класс) | P1 Motorsport           | 22  | 9   | 10  | 9   | 300  | 1-й  |
| 2005/06 | A1 Grand Prix                             | Мексика                 | 16  | 1   | 2   | 2   | 59   | 10-й |
| 2006    | Британская Формула-3                      | Hitech Racing           | 19  | 0   | 0   | 0   | 54   | 10-й |
| 2006    | F3 Masters                                | Hitech Racing           | 1   | 0   | 0   | 0   |      | 23-й |
| 2006/07 | A1 Grand Prix                             | Мексика                 | 18  | 0   | 2   | 0   | 35   | 10-й |
| 2007    | Формула-Рено 3.5                          | Interwetten.com         | 19  | 0   | 0   | 0   | 54   | 10-й |
| 2007    | Rolex Sports Car Series (класс DP)        | Chip Ganassi Racing     | 2   | 0   | н/д | 1   | 57   | 45-й |
| 2007/08 | A1 Grand Prix                             | Мексика                 | 2   | 0   | 1   | 0   | 22   | 16-й |
| 2008    | Формула-Рено 3.5                          | Interwetten.com         | 15  | 0   | 3   | 1   | 61   | 9-й  |
| 2008    | Rolex Sports Car Series (класс DP)        | Chip Ganassi Racing     | 1   | 0   | 0   | 0   | 13   | 60-й |
| 2008/09 | A1 Grand Prix                             | Мексика                 | 8   | 0   | 0   | 0   | 8    | 13-й |
| 2009    | Формула-Рено 3.5                          | Interwetten.com         | 2   | 0   | 0   | 0   | 0    | НК   |
| 2010    | Формула-Рено 3.5                          | Interwetten.com         | 2   | 0   | 0   | 0   | 0    | НК   |
| 2010    | NASCAR México Corona Series               | HO Racing               | 13  | 1   | 1   | 0   | 1400 | 23-й |
| 2012    | NASCAR Toyota Series                      | Telcel                  | 14  | 0   | 0   | 0   | 410  | 15-й |
| 2014/15 | Формула-E                                 | Amlin Aguri             | 9   | 0   | 0   | 0   | 13   | 21-й |
| 2015/16 | Формула-E                                 | Trulli GP               | 0   | 0   | 0   | 0   | 0    | НК   |